# العلاقات السورينامية الكازاخستانية
العلاقات السورينامية الكازاخستانية هي العلاقات الثنائية التي تجمع بين سورينام وكازاخستان.

## مقارنة بين البلدين
هذه مقارنة عامة ومرجعية للدولتين:
| وجه المقارنة                                              | سورينام                        | كازاخستان                      |
| --------------------------------------------------------- | ------------------------------ | ------------------------------ |
| المساحة (كم2)                                             | 163.27 ألف                     | 2.72 مليون                     |
| عدد السكان (نسمة)                                         | 563.40 ألف                     | 17.95 مليون                    |
| الكثافة السكانية (ن./كم²)                                 | 3.45                           | 6.6                            |
| العاصمة                                                   | باراماريبو                     | نور سلطان                      |
| اللغة الرسمية                                             | اللغة الهولندية                | اللغة القازاقية، اللغة الروسية |
| العملة                                                    | دولار سورينامي، غيلدر سورينامي | تينغ كازاخستاني                |
| الناتج المحلي الإجمالي (بليون دولار)                      | 3.32 مليار                     | 159.41 مليار                   |
| الناتج المحلي الإجمالي (تعادل القوة الشرائية) بليون دولار | 9.07 مليار                     | 439.39 مليار                   |
| الناتج المحلي الإجمالي الاسمي للفرد دولار أمريكي          | 9.48 ألف                       | 10.51 ألف                      |
| الناتج المحلي الإجمالي للفرد دولار أمريكي                 | 16.64 ألف                      | 24.23 ألف                      |
| مؤشر التنمية البشرية                                      | 0.714                          | 0.788                          |
| رمز المكالمات الدولي                                      | +597                           | +7                             |
| رمز الإنترنت                                              | .sr                            | .kz، .қаз ‏                     |
| المنطقة الزمنية                                           | 00                             | ت ع م+05:00، ت ع م+06:00       |

## منظمات دولية مشتركة
يشترك البلدان في عضوية مجموعة من المنظمات الدولية، منها:
| علم المنظمة | اسم المنظمة                        | تاريخ انضمام سورينام | تاريخ انضمام كازاخستان |
| ----------- | ---------------------------------- | -------------------- | ---------------------- |
|             | منظمة التعاون الإسلامي             | ?                    | ?                      |
|             | الاتحاد البريدي العالمي            | ?                    | ?                      |
|             | يونسكو                             | 16 يوليو 1976        | 22 مايو 1992           |
|             | البنك الدولي للإنشاء والتعمير      | 27 يونيو 1978        | 23 يوليو 1992          |
|             | وكالة ضمان الاستثمار متعدد الأطراف | 2 يوليو 2003         | 12 أغسطس 1993          |
|             | الاتحاد الدولي للاتصالات           | 15 يوليو 1976        | 23 فبراير 1993         |
|             | منظمة الشرطة الجنائية الدولية      | ?                    | ?                      |
|             | مؤسسة التمويل الدولية              | 1 سبتمبر 2011        | 30 سبتمبر 1993         |
|             | الأمم المتحدة                      | 4 ديسمبر 1975        | 2 مارس 1992            |
|             | منظمة حظر الأسلحة الكيميائية       | ?                    | ?                      |

## وصلات خارجية
- موقع وزارة الخارجية السورينامية
- موقع وزارة الخارجية الكازاخستانية